# Mabea anomala
Mabea anomala är en törelväxtart som beskrevs av Johannes Müller Argoviensis. Mabea anomala ingår i släktet Mabea och familjen törelväxter. Inga underarter finns listade i Catalogue of Life.